# Boeing Business Jet
Els Boeing Business Jets són una sèrie de variants dels avions de passatgers amb motors de reacció de Boeing modificades per al mercat d'avions de negocis. La denominació BBJ es refereix als avions de negocis basats en la sèrie 737. Solen acomodar entre 25 i 50 passatgers en una configuració de luxe, que pot incloure un dormitori principal, un bany amb dutxes, una zona de conferències i àpats i una sala d'estar. Boeing Business Jets també ofereix avions de negocis basats en el 737 MAX, el 777X, el 787 Dreamliner i el 747-8 Intercontinental, denominats 737 MAX VIP, 777X VIP, 787 VIP i 747-8 VIP, respectivament. La gamma abasta un total d'onze models.